# Turowa Wola
Turowa Wola – wieś w Polsce położona w województwie łódzkim, w powiecie skierniewickim, w gminie Kowiesy.
W latach 1975–1998 miejscowość administracyjnie należała do województwa skierniewickiego.

## Dwór
We wsi znajduje się zabytkowy dworek z początku XIX wieku oraz park dworski. Były one miejscem kręcenia wielu filmów i seriali telewizyjnych
- Męskie sprawy (Jan Kidawa-Błoński)
- Widziadło (Marek Nowicki)
- Nad Niemnem (film) / Nad Niemnem (serial) (Zbigniew Kuźmiński)
- Panna z mokrą głową (Kazimierz Tarnas)
- Pan Tadeusz (Andrzej Wajda)
- Panny i wdowy (Janusz Zaorski)
- 1920. Wojna i miłość (Maciej Migas)[5]
- Wyklęty (Konrad Łęcki)[6]
- Niepewność (Waldemar Szarek)